# Clamato
Clamato är en dryck framställd av Mott's på tomatjuice och buljong av musslor. Clamato skapades i sin nuvarande form 1966 av två anställda och varumärket ägdes av Cadbury-Schweppes från det att Mott's köptes upp 1982 och fram till 2008 då det såldes vidare till Dr Pepper Snapple Group